# Chéroy
Chéroy és un municipi francès, situat al departament del Yonne i a la regió de Borgonya - Franc Comtat. L'any 2007 tenia 1.572 habitants.

## Demografia

### Població
El 2007 la població de fet de Chéroy era de 1.572 persones. Hi havia 636 famílies, de les quals 178 eren unipersonals (54 homes vivint sols i 124 dones vivint soles), 256 parelles sense fills, 161 parelles amb fills i 41 famílies monoparentals amb fills.
La població ha evolucionat segons el següent gràfic:
Habitants censats

### Habitatges
El 2007 hi havia 836 habitatges, 649 eren l'habitatge principal de la família, 121 eren segones residències i 66 estaven desocupats. 788 eren cases i 46 eren apartaments. Dels 649 habitatges principals, 503 estaven ocupats pels seus propietaris, 126 estaven llogats i ocupats pels llogaters i 20 estaven cedits a títol gratuït; 7 tenien una cambra, 28 en tenien dues, 165 en tenien tres, 196 en tenien quatre i 253 en tenien cinc o més. 500 habitatges disposaven pel capbaix d'una plaça de pàrquing. A 330 habitatges hi havia un automòbil i a 240 n'hi havia dos o més.

### Piràmide de població
La piràmide de població per edats i sexe el 2009 era:
| Homes | Edats   | Dones |
| ----- | ------- | ----- |
| 0     | 95 o +  | 4     |
| 8     | 90 a 94 | 4     |
| 32    | 85 a 89 | 36    |
| 12    | 80 a 84 | 24    |
| 48    | 75 a 79 | 40    |
| 36    | 70 a 74 | 52    |
| 80    | 65 a 69 | 76    |
| 56    | 60 a 64 | 64    |
| 12    | 55 a 59 | 24    |
| 28    | 50 a 54 | 32    |
| 24    | 45 a 49 | 24    |
| 56    | 40 a 44 | 36    |
| 48    | 35 a 39 | 36    |
| 20    | 30 a 34 | 56    |
| 20    | 25 a 29 | 44    |
| 20    | 20 a 24 | 20    |
| 48    | 15 a 19 | 32    |
| 48    | 10 a 14 | 44    |
| 60    | 5 a 9   | 44    |
| 40    | 0 a 4   | 28    |

## Economia
El 2007 la població en edat de treballar era de 865 persones, 593 eren actives i 272 eren inactives. De les 593 persones actives 529 estaven ocupades (290 homes i 239 dones) i 64 estaven aturades (30 homes i 34 dones). De les 272 persones inactives 113 estaven jubilades, 65 estaven estudiant i 94 estaven classificades com a «altres inactius».

### Ingressos
El 2009 a Chéroy hi havia 674 unitats fiscals que integraven 1.584,5 persones, la mediana anual d'ingressos fiscals per persona era de 18.226 €.

### Activitats econòmiques
Dels 67 establiments que hi havia el 2007, 4 eren d'empreses extractives, 2 d'empreses alimentàries, 2 d'empreses de fabricació d'altres productes industrials, 11 d'empreses de construcció, 17 d'empreses de comerç i reparació d'automòbils, 1 d'una empresa de transport, 5 d'empreses d'hostatgeria i restauració, 1 d'una empresa d'informació i comunicació, 3 d'empreses financeres, 2 d'empreses immobiliàries, 3 d'empreses de serveis, 11 d'entitats de l'administració pública i 5 d'empreses classificades com a «altres activitats de serveis».
Dels 23 establiments de servei als particulars que hi havia el 2009, 1 era una oficina d'administració d'Hisenda pública, 1 gendarmeria, 1 oficina de correu, 1 una oficina bancària, 1 funerària, 2 tallers de reparació d'automòbils i de material agrícola, 1 autoescola, 1 paleta, 1 guixaire pintor, 3 fusteries, 1 lampisteria, 3 perruqueries, 3 restaurants, 2 agències immobiliàries i 1 saló de bellesa.
Dels 8 establiments comercials que hi havia el 2009, 2 eren supermercats, 1 un supermercat, 2 fleques, 1 una peixateria, 1 una llibreria i 1 una joieria.
L'any 2000 a Chéroy hi havia 3 explotacions agrícoles que ocupaven un total de 510 hectàrees.

## Equipaments sanitaris i escolars
L'únic equipament sanitari que hi havia el 2009 era una farmàcia.
El 2009 hi havia 1 escola maternal integrada dins d'un grup escolar amb les comunes properes formant una escola dispersa i 1 escola elemental integrada dins d'un grup escolar amb les comunes properes formant una escola dispersa.

## Poblacions més properes
El següent diagrama mostra les poblacions més properes.